# Coenonympha herota
Coenonympha herota är en fjärilsart som beskrevs av Embrik Strand 1912. Coenonympha herota ingår i släktet Coenonympha och familjen praktfjärilar. Inga underarter finns listade i Catalogue of Life.